# 唐与渤海国的战争
唐与渤海国的战争為於732年，渤海国与唐朝之間的军事冲突，朝鲜半岛称之为海唐战争。

## 渤海与唐之間的登州交锋
渤海国第二任君主大武艺（在位时间719-737年）虽然对内采用自己的年号，但与唐朝交往时仍然奉唐朝为宗主国。由于渤海国受到唐朝，新罗和黑水靺鞨的包围，大武艺采取远交近攻的策略。积极主动与中原发展关系，按唐制建立政治、经济，文化制度，使用汉字。
虽然渤海国侵扰过大唐的边疆和沿海，如732年大武艺派将军张文休率领水军跨渤海湾进攻唐朝登州（山东蓬莱），杀死登州刺史韦俊。唐玄宗命葛福顺率兵征讨渤海国。733年，新罗奉唐朝之命从南方攻击渤海，由于大雪，士卒死者过半，无功而还。
大武艺十分怨恨大门艺，秘密派刺客在洛阳天津桥南暗杀大门艺未遂；唐玄宗命令河南府搜捕大武艺派来的刺客，把他们全部杀死。
唐朝著名诗人温庭筠再送渤海国王子回国时曾赠诗：《送渤海王子归国》：“疆里虽重海，车书本一家。盛勋归旧国，佳句在中华。”渤海国有向唐朝进贡的义务，史载渤海向唐朝进贡凡140余次。762年，唐代宗册封大钦茂为渤海国王，唐朝正式将渤海国由羁縻州府（忽汗州都督府，渤海郡王）升为属国。

## 參看
- 南北国时代
- 罗唐战争

1. ↑  《资治通鉴·卷213》